# Marcus Ellis
Marcus Ellis (Huddersfield, 14 de setembro de 1989) é um jogador de badminton britânico, medalhista olímpico e especialista em duplas.

## Carreira
Ellis representou seu país nos Jogos Olímpicos de Verão de 2016, conquistando a medalha de bronze nas duplas masculinas ao lado de Chris Langridge.